# Erich Heinemann
Erich Heinemann, nemški general, * 13. januar 1881, † 22. januar 1956.